# Hemerotrecha marginata
Espèce
Synonymes
- Eremobates marginatus Kraepelin, 1911

Hemerotrecha marginata est une espèce de solifuges de la famille des Eremobatidae.

## Distribution
Cette espèce est endémique de Californie aux États-Unis,.

## Description
Le mâle holotype mesure 10 mm et la femelle paratype 12 mm.
Les mâles mesurent de 8,0 à 11,0 mm et les femelles de 8,5 à 9,0 mm.

## Publication originale
- Kraepelin, 1911 : Neue Beitrage zur Systematik der Gliederspinnen. Mitteilungen aus dem Naturhistorischen Museum in Hamburg, vol. 28, p. 57-107 (texte intégral).